# Triprion spinosus
La rana de corona (Triprion spinosus) es una especie de anfibio anuro de la familia Hylidae.  Tiene una distribución muy fragmentada que cubre partes del sur de México (Veracruz, Tabasco, Puebla, Oaxaca y Chiapas), noreste de Honduras, vertiente atlántica de Costa Rica y el centro-oeste de Panamá. Habita en bosques húmedos en zonas bajas y montanas entre los 95 y los 2000 metros de altitud.
Pone sus huevos en agujeros en los árboles en los que sus renacuajos se desarrollan. los adultos cuidan de los huevos y las hembras ponen huevos sin fertilizar para alimentar a sus renacuajos. Sus poblaciones están en declive y se considera cerca de estar amenazado de extinción. La destrucción de su hábitat natural y la quitridiomicosis son las principales causas de su declive.